# Шатовилен
Шатовилен (фр. Châteauvilain) — коммуна во Франции, находится в регионе Рона — Альпы. Департамент коммуны — Изер. Входит в состав кантона Бургуен-Жалье-Сюд. Округ коммуны — Ла-Тур-дю-Пен.
Код INSEE коммуны — 38091. Население коммуны на 1999 год составляло 483 человека. Населённый пункт находится на высоте от 345  до 644  метров над уровнем моря. Муниципалитет расположен на расстоянии около 440 км юго-восточнее Парижа, 50 км юго-восточнее Лиона, 50 км северо-западнее Гренобля. Мэр коммуны — M. Daniel Gaude, мандат действует на протяжении 2001—2008 гг.
Динамика населения (INSEE):